# Eublemma leucomelana
Eublemma leucomelana là một loài bướm đêm trong họ Erebidae.